# Chonocephalus bentacaisei
Chonocephalus bentacaisei is een vliegensoort uit de familie van de bochelvliegen (Phoridae). De wetenschappelijke naam van de soort is voor het eerst geldig gepubliceerd in 1921 door Santos Abreu.